# Louis VII de Wurtemberg
Pour les articles homonymes, voir Louis de Wurtemberg.
Louis-Eugène de Wurtemberg, dit Louis VII, né à Francfort le 6 janvier 1731 et décédé le 20 mai 1795 à Ludwigsburg, fut duc de Wurtemberg de 1793 à 1795.

## Biographie
Second fils du duc Charles-Alexandre de Wurtemberg et de Marie-Auguste von Thurn und Taxis, il fut lieutenant-général des armées du roi de France. Vivant à Paris, il eut pour bibliothécaire l'abbé de Grandchamp.
Le sentiment amoureux qu'il partageait avec l' archiduchesse Marie-Christine, se heurtèrent à l'opposition de l'empereur François Ier du Saint-Empire et de l'impératrice Marie-Thérèse.
Il contracte une union morganatique en 1762 avec Sophie de Werthern, comtesse de Beichlingen (1728 – 1807).
Trois filles sont nées de cette union :
- Antoinette (1763 – 1775) ;
- Wilhelmine Frédérique (1764 – 1817), en 1789 elle épouse  Ernest d'Oettingen-Wallerstein ;
- Henriette Charlotte (1767 – 1817), en 1789 elle épouse Charles de Hohenlohe-Waldenbourg.

Il succède à son frère Charles II en 1793 mais ne règne que deux ans et à sa mort, en 1795, son frère Frédéric-Eugène lui succède et perpétue la descendance des Wurtemberg jusqu'à nos jours.